# Abergement-la-Ronce
Abergement-la-Ronce es una localidad y comuna francesa situada en la Región de Borgoña-Franco Condado, departamento de Jura, en el distrito de Dole y cantón de Tavaux.

## Demografía
| Gráfica de evolución demográfica de Abergement-la-Ronce entre 2006 y 2019 |
|                                                                           |

Fuentes: INSEE.

## Políticos
Elecciones Presidential Segunda Vuelta:
| Elección | Elección | Candidato Ganador | Partido | %     |
| -------- | -------- | ----------------- | ------- | ----- |
|          | 2022     | Marine Le Pen     | RN      | 57,89 |
|          | 2017     | Marine Le Pen     | FN      | 51,70 |
|          | 2012     | Nicolas Sarkozy   | UMP     | 53,52 |
|          | 2007     | Nicolas Sarkozy   | UMP     | 59,32 |
|          | 2002     | Jacques Chirac    | RPR     | 72,45 |